# Thun (pommersches Adelsgeschlecht)

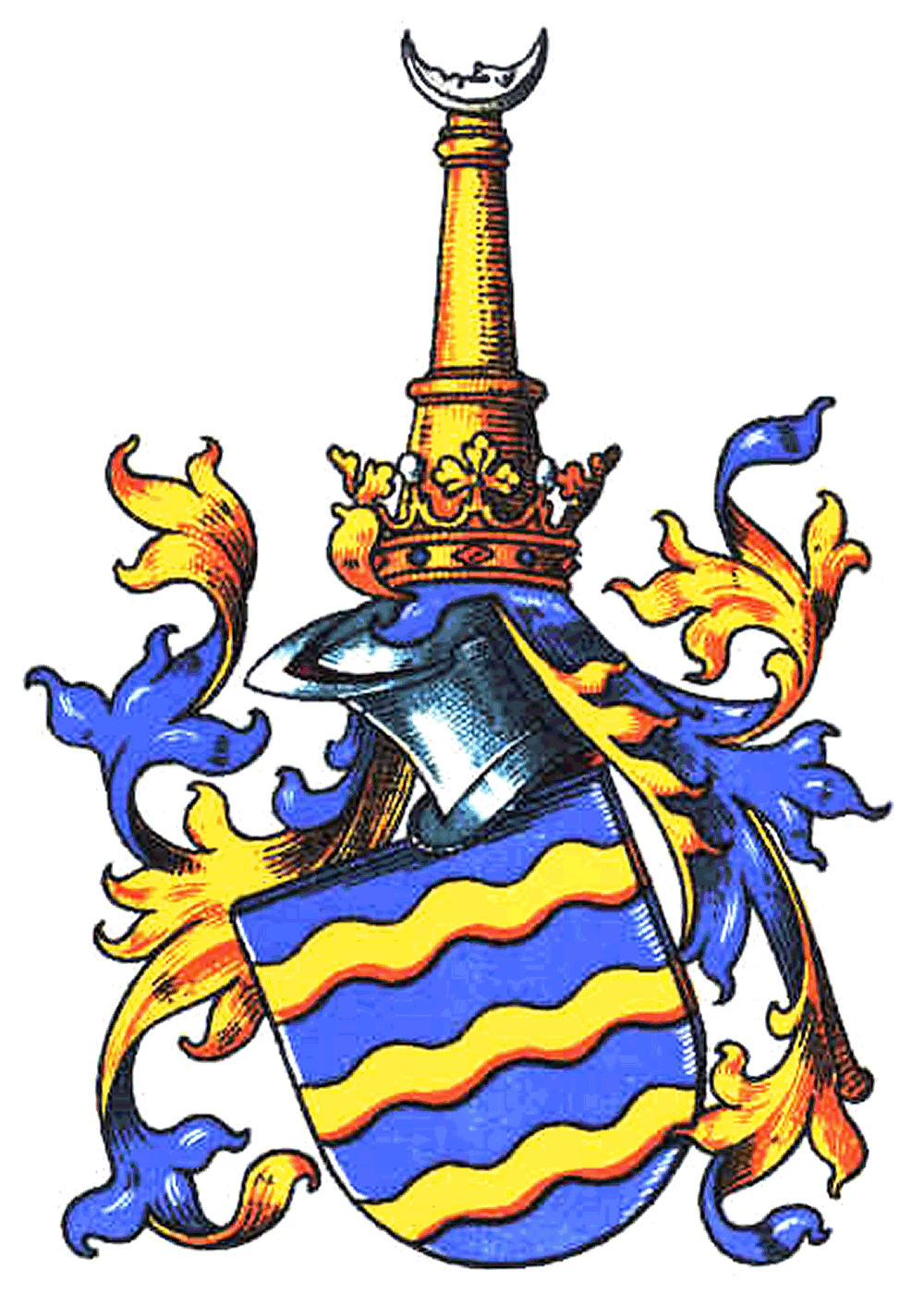
Wappen derer von Thun

Thun ist der Name eines alten, mecklenburgischen und vorpommerschen Adelsgeschlechts, das seinen Ursprung in Lüneburg hat, sich später auch nach Dänemark und Schlesien ausbreiten konnte und zu einigem Ansehen gelangte. Die Familie blühte wenigstens bis in die Mitte des 20. Jahrhunderts und ist nicht stammverwandt mit den Grafen von Thun oder zwei weiteren gleichnamigen Familien Thun des Berner Oberlandes.

## Geschichte
Die Familie entstammt dem lüneburgischen Uradel und wurden mit Ulrich von Thun († 1291) erstmals urkundlich genannt. Die gesicherte und durchgängige Stammreihe des Geschlechts beginnt mit Heinrich Thun urkundlich genannt 1318, Marschall und Rat Witzlaws III. von Rügen.
1523 haben Matthæus von Thun  und Peter von Thun für die Familie die Union der Landstände in Mecklenburg mitgesiegelt. Von 1522 bis 1531 war Anna von Thun Priorin im Kloster Dobbertin. Im Einschreibebuch des Klosters Dobbertin von 1696–1918 befinden sich sieben Eintragungen von Töchtern der Familien von Thun.
Der königlich preußische Rittmeister Philipp Otto Balthasar von Thun (* 1751), Sohn des königlich preußischen Generalleutnants Otto Balthasar von Thun (1721–1793), war Herr auf Zweibrodt und Blankenau bei Breslau, sowie polnisch Krawarn, Mackau und Nieder Ellguth im Kreis Groß Strehlitz und erhielt am 7. April 1783 das schlesische Inkolat. Er setzte den Stamm fort.
Mit dem königlich schwedischen Kammerherrn Carl Ludwig von Thun (1752–1838) hat die Linie Schlemmin ihren Ausgang gefunden. Die Erbgüter gingen auf den königlich preußischen Offizier und nachmaligen Generalmajor Philipp Wilhelm Ulrich von Thun (1784–1862) aus der Linie Tribohm über, der den Stamm fortsetzte. 
Die Töchter des königlich dänischen Rittmeisters Ludwig von Thun haben am 22. März 1877 das dänische Indigenat erhalten.

## Historischer Güterbesitz
Lüneburg

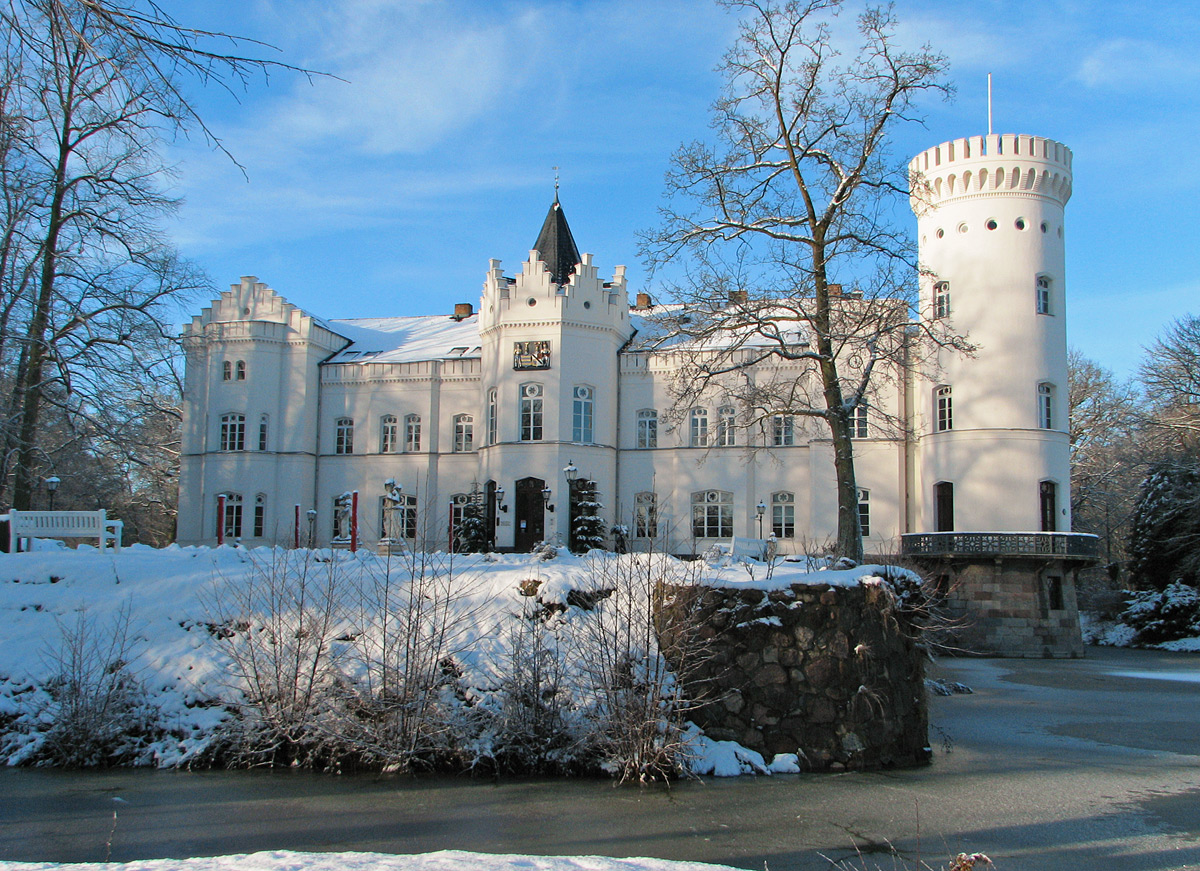
Schloss Schlemmin (2005)

- Blekede (1340), Helberg (1264), Thomasburg (1319), Thune (1264), Tiesmesland (1430) und Wittorff (1291)

MecklenburgBorchfelde (1603–1628) im Amt Stavenhagen; Poppendorf, Steinhorst (1625) und Vieren (1625) im Amt Ribnitz, Schossien (1721) im Amt Wittenburg und Zepelin (1603) im Amt Bützow
Pommern
- Vorpommern:
- Arenshaben (1560–1694); Eckhof (1856), Forkenbeck (1673), Neuenrost (1394–1856), Plennin (1695), Schlemmin (1505–1856), Semlow (1560), Tribohm (1673–1856) und Zarnow (1506–1856) im Kreis Franzburg; Borrentin (1330), Cummerow (1324), Kiekindepene (1324), Mesiger (1330), Metschow (1330), Rottmanshagen (1324), Rützenwerder (1324), Schönfeld (1330), Sommersdorf (1330) und Zetternin (1324) im Kreis Demmin; Rüstow (1649–1662) und Volksdorf (1743) im Kreis Grimmen
- Hinterpommern:
- Steinhöfel (1671–1696) im Kreis Saatzig; Stramehl (1672–1700) im Kreis Regenwalde;
- ohne lokale Zuordenbarkeit: Falkenberg, Steinbeck und Weitendorf

Schlesien
- Bielitz (1804) und Lammsdorf (1804) im Kreis Falkenberg; Blankenau (1804) und Zweibrodt (1804) im Kreis Breslau; Dirschel im Kreis Leobschütz; Nieder Ellguth (1804–1830), Karlubitz (1804), polnisch Krawarn, Mackau, Malnie (1804), Oberwanz (1804), Ollmuth (1804) und Wyssoka (1804–1856) im Kreis Groß Strehlitz; Herzogswaldau (1804) im Kreis Grottkau
- ohne lokale Zuordenbarkeit: Bielschowitz und Rokittnitz

## Angehörige

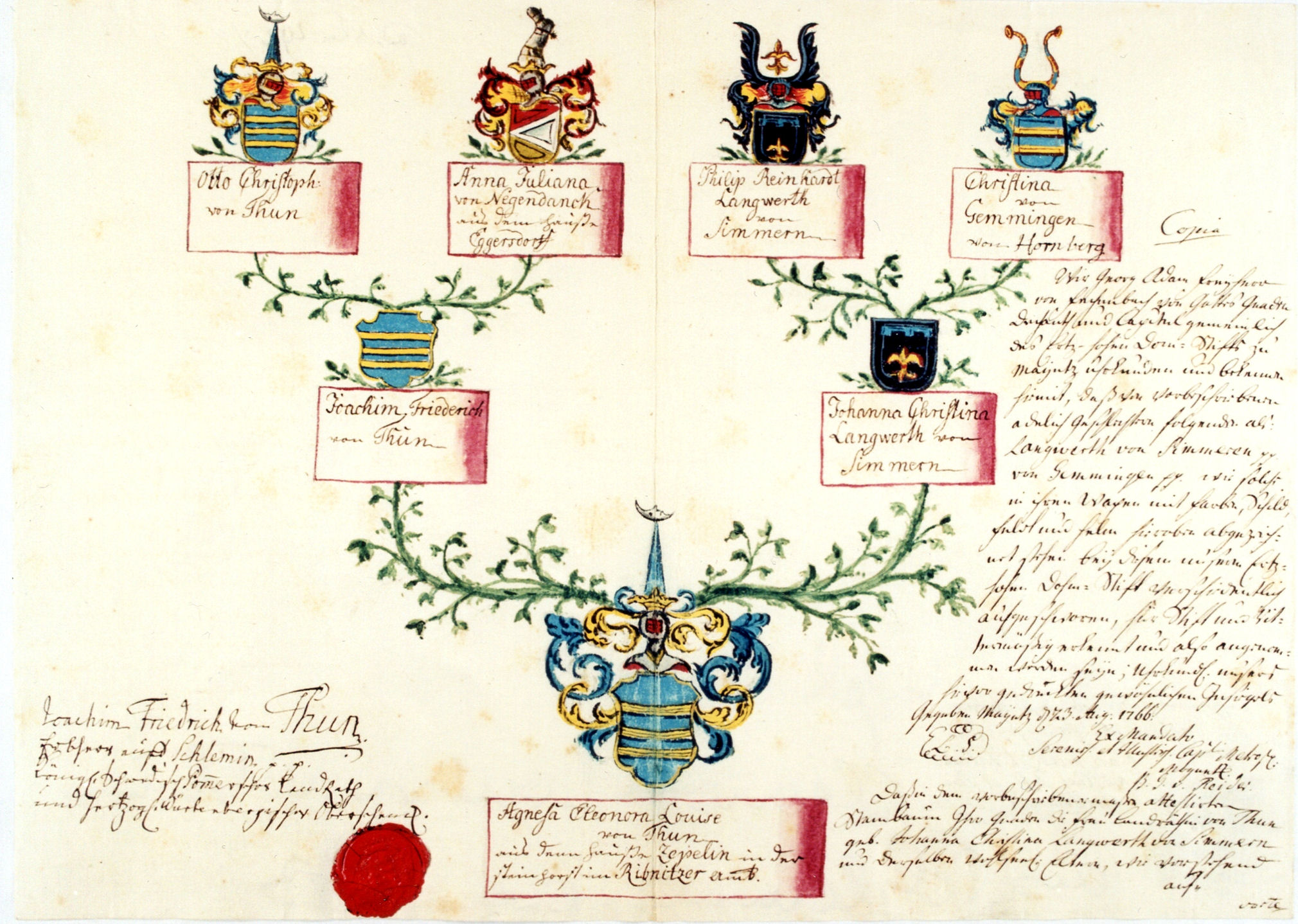
Ahnentafel im Dobbertiner Einschreibebuch aus 1766 für Agnesa Eleonora Louisa von Thun

- Johannes Thun († 1506), Dobbertiner Klosterpropst, 1504 Bischof im Bistum Schwerin
- Otto von Thun (1585–1637), pommerscher Landrat[3]
  - Philipp Christoph von Thun (1617–1673), pommerscher Landrat und fürstlich mecklenburgischer Hauptmann in Neukalden und Gnoien[3]
- Otto Balthasar von Thun (1721–1793), preußischer Generalleutnant[4]
- Otto Heinrich von Thun (* 1747), Kanzler der Stralsunder Regierung 
  - Wilhelm Ulrich von Thun (1784–1862), preußischer Generalmajor
- Joachim Friedrich von Thun († 1776), pommerscher Landrat
  - Nikolaus (Clas) Philipp von Thun (1746–1825), schwedischer Obrist und Kammerherr, 1790 Ritter des Johanniterordens
  - Carl Ludwig von Thun (1752–1838), schwedischer Kammerherr, 1790 Ritter des Johanniterordens

## Wappen

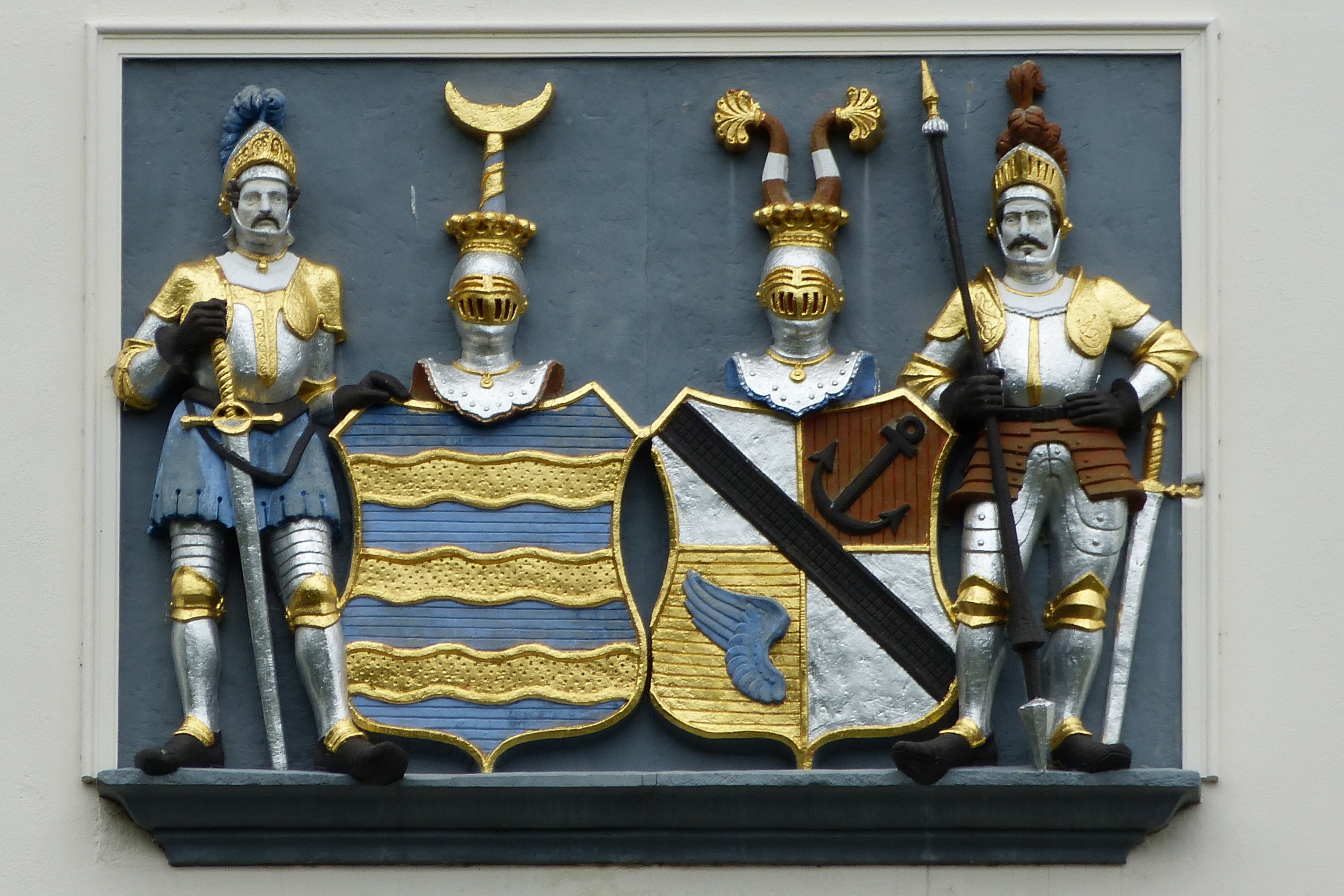
Allianzwappen von Thun/von Senden am Schloss Schlemmin

Das Stammwappen zeigt in Blau drei goldene Querströme. Auf dem gekrönten Helm mit blau-goldenen Decken eine blaue Pyramide, besteckt mit einem aufwärts gerichteten silbernen Halbmond.